# هزاررود
هزار رود، روستایی است که در استان زنجان، شهرستان طارم، بخش مرکزی دهستان آب بر قرار دارد. زبان روستای هزاررود ترکی آذربایجانی هست. 
البته در گذشته تعدادی از اهالی روستا به زبان تاتی سخن می‌گفتند.

## پیشینه
این روستا قدمتی طولانی و قدیمی دارد. در گذشته‌های دور دو قلعه باستانی در بالا و پایین یک صخره بلند طبیعی در محلی بنام «گلف» وجود داشته است که هم‌اکنون خرابه‌های آن به نام‌های «قلعه‌پش» و «قلعه‌بن» پا برجاست، قلعه‌پش به معنی قلعه بالا و قلعه‌بن به معنی قلعه پایین می‌باشد.
در نوشته اعتمادالسلطنه سال ۱۲۹۶ هجری قمری این چنین آمده است:
قدیم النسق بهترین قرای پشتکوه است. هشتاد خانوار رعیت و پنجاه خانوار سادات دارد، وضع عمارات ایشان به‌طور گیلان است، رودخانه در وسط آبادی جاری و سی محله است که از یک دیگر فاصله زیادی دارند. پنجاه جفت زراعت می‌کند مزرعه دارند موسم بهرن آباد که بعضی از دو حشم این قریه در آنجا می‌نشینند حاصل آنجا از رودخانه مشروب می‌شود. پنبه و صیفی زیاد می‌کارند باغات بسیار سیصدوچهل پنج تومان مالیات دیوانی می‌دهند هوایش گرمسیر است.— محمدحسن اعتماد السلطنه، 

### هزاررود در فرهنگ جغرافیایی ایران
ده جزء دهستان طارم بالا بخش سیردان
۶۳ کیلومتری شمال باختری سیردان، سر راه عمومی مالروی طارم، کوهستانی، سردسیر، سکنه ۱۲۷۱، شیعه، ترکی.
رودخانه محلی، غلات، پنبه، گردو، انار، زیتون، شغل زراعت.
شال‌بافی، راه مالرو، مزرعه هارون‌آباد در کنار قزل‌اوزن جزء این قریه است.

## نام
رودخانه ای که با آب زلال و قابل توجه که از کوهستانهای شمالی این روستا سرچشمه می‌گیرد، در دره ای به شکل v جاری می‌گردد، که تا سرچشمه‌های آن انبوه درختان و جنگل و صخره‌های بلند در حاشیه و اطراف فراگرفته است و انواع بلبل با نغمه‌هایشان طنین دلنشینی را می‌گستراند، با توجه به اینکه نام دیگر بلبل «هزار» می‌باشد و در این رودخانه بلبل‌های فراوانی وجود دارد، به هزاررود معروف گردیده است.
دلیل دیگری که بعضی از مردم نقل می‌کنند به دلیل وجود چشمه‌های متعدد در کوهستانها و ییلاقهای هزاررود می‌باشد که تعداد آنها شاید بیش از سیصد چشمه است و با اندکی مبالغه رودخانه این روستا به هزاررود معروف شده و نام روستا نیز از آن اخذ گردیده است!

## جمعیت
بر اساس سرشماری سال ۱۳۹۰ جمعیت این روستا ۱۱۹۱ نفر بوده است. زبان مردم این روستا تاتی می‌باشد . از نظر اصالت مردم روستا به دو دسته تُرک شاهسون و تات تقسیم می‌شوند. در گذشته برخی از ساکنان این روستا به زبان تاتی نیز سخن می‌گفتند که امروزه در معرض فراموشی قرار گرفته است.

## معرفی
روستای هزاررود یکی از روستاهای مهم و بزرگ و پرجمعیت شهرستان طارم از توابع استان زنجان می‌باشد. این روستا در پنج کیلومتری غرب شهر آببر واقع شده و در قسمت جنوب به قزل اوزن مشرف است و بخش شمالی هزاررود که مشرف بر کوهستانها و ییلاقهای این روستا می‌باشد و کوه‌های آسمان کوه یا ماسوله داغ در آن قرار دارند، بوسیله یک راه پیاده‌رو و قدیمی و کوهستانی به ماسوله منتهی می‌شود. فاصله روستای هزاررود تا زنجان حدود ۱۲۰ کیلومتر و تا شهر منجیل در حدود ۶۰ کیلومتر می‌باشد. این روستا، روستایی کوهپایه ای بوده و خانه‌های مسکونی آن به‌صورت متفرق در دوره ای به شکل v واقع شده‌اند. آب وهوای این روستا همچون دیگر مناطق در روستاهای شهرستان طارم، مدیترانه ای و معتدل می‌باشد و به همین دلیل به‌صورت بالقوه و بالفعل توانایی پرورش هر نوع محصول را دارد. رودخانه ای با آب زلال و قابل توجه که از کوهستانهای شمالی این روستا سرچشمه گرفته و با مشرب کردن باغات زیتون، گردو، انار و زمین‌های کشاورزی این روستا، طی مسیری ده کیلومتری به رودخانه بزرگ قزل اوزن می‌ریزد.